# 402
402（四百二、四〇二、よんひゃくに）は、自然数または整数において、401の次で403の前の数である。

## 性質
- 402は合成数であり、約数は 1, 2, 3, 6, 67, 134, 201, 402 である。
  - 約数の和は816。
    - 97番目の過剰数である。1つ前は400、次は408。
- 44番目の楔数である。1つ前は399、次は406。
  - 楔数がハーシャッド数になる16番目の数である。1つ前は399、次は410。
- 107番目のハーシャッド数である。1つ前は400、次は405。
  - 6を基とする13番目のハーシャッド数である。1つ前は330、次は420。
- 約数の和が402になる数は1個ある。(401) 約数の和1個で表せる83番目の数である。1つ前は400、次は410。
- 各位の和が6になる23番目の数である。1つ前は330、次は411。
- 402 = 12 + 12 + 202 = 42 + 52 + 192 = 52 + 112 + 162 = 72 + 82 + 172 = 82 + 132 + 132
  - 3つの平方数の和5通りで表せる14番目の数である。1つ前は401、次は413。(オンライン整数列大辞典の数列 A025325)
  - 402 = 42 + 52 + 192 = 52 + 112 + 162 = 72 + 82 + 172
    - 異なる3つの平方数の和3通りで表せる35番目の数である。1つ前は377、次は404。(オンライン整数列大辞典の数列 A025341)
- 402 = 33 + 53 + 53 + 53
  - 4つの正の数の立方数の和で表せる95番目の数である。1つ前は398、次は405。(オンライン整数列大辞典の数列 A003327)
- n = 402 のとき n と n + 1 を並べた数を作ると素数になる。n と n + 1 を並べた数が素数になる47番目の数である。1つ前は390、次は410。(オンライン整数列大辞典の数列 A030457)

## その他 402 に関連すること
- 西暦402年
- 紀元前402年
- ホ402 - 大日本帝国陸軍の航空機関砲。
- 伊号第四百二潜水艦 - 第二次世界大戦中の大日本帝国海軍の潜水艦。伊四百型潜水艦の三番艦。
- SoftBank 402SH - シャープによって開発された、ソフトバンクモバイルの第3.9世代移動通信システム、Hybrid 4G LTE（SoftBank 4G／SoftBank 4G LTE）端末。